# Wurlitzer

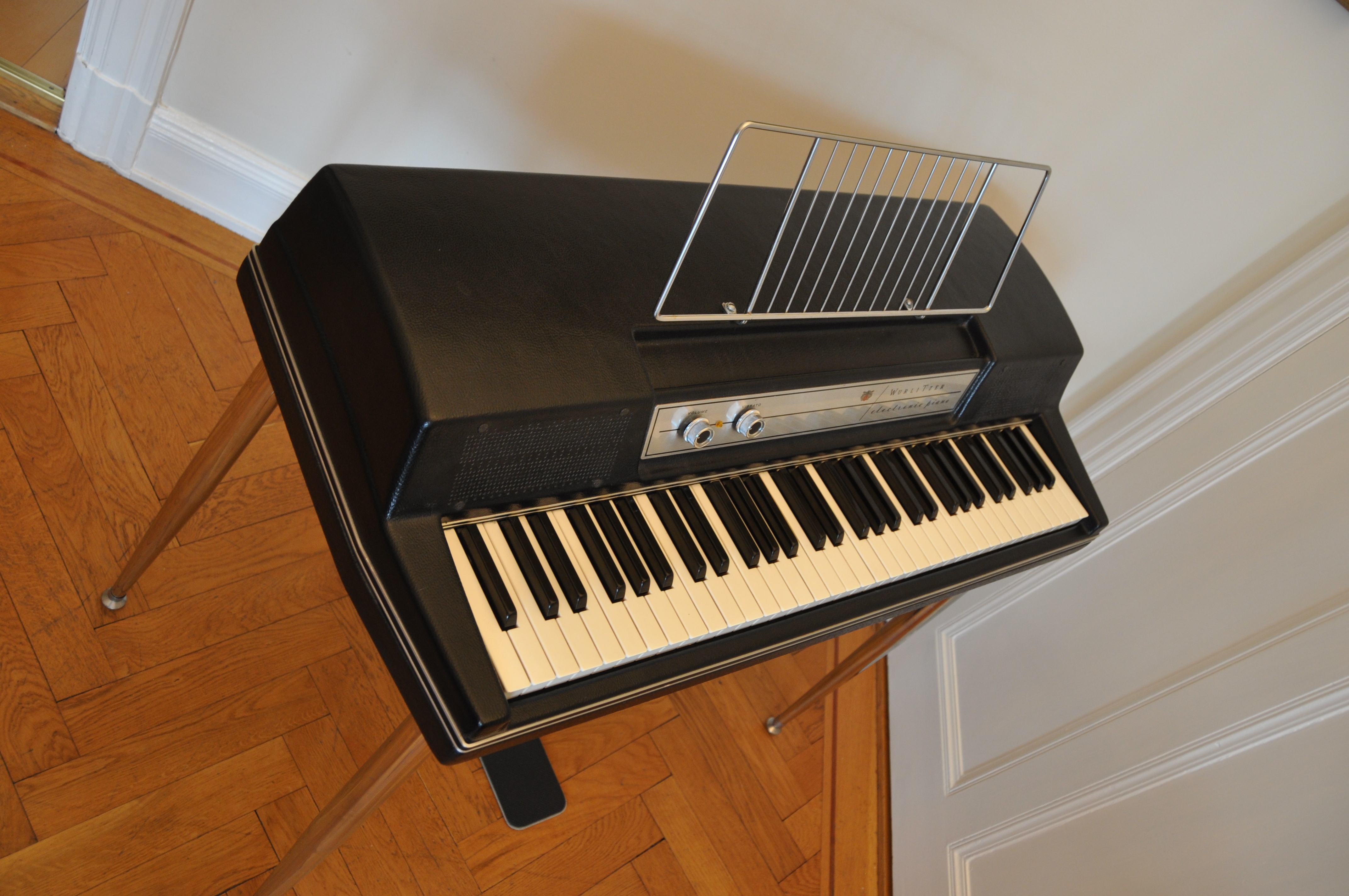
Wurlitzer 200A -4

El piano electrònic Wurlitzer, comunament anomenat Wurli, és un piano elèctric fabricat i comercialitzat per la companyia nord-americana Rudolph Wurlizer Company des de mitjan anys 1950 fins a principis dels anys 80. El so es genera en colpejar un canya de metall amb un martell, que indueix un corrent elèctric en una pastilla. Tot i que conceptualment és similar al piano Fender Rodes, el so és diferent, i varia entre un so dur, buit i saturat quan es toca de forma agressiva i un so càlid, dolç i similar al vibràfon quan es toca suament.
Wurlitzer va fabricar diversos models de pianos elèctrics, incloent-hi models de consola amb marcs integrats i models escènics autònoms amb potes cromades. Aquest últim es va fer popular entre diversos músics de R&B i rock als anys 1960 i 70, particularment als grups The Beach Boys, The Carpeters, i Supertramp.